# Szakály Viktor
Szakály Viktor (Szekszárd, 1975. január 12. –) kétszeres világbajnok magyar kajakozó.

## Életpályája
Pályafutása 1983-ban kezdődött  a Szekszárdi Spartacus KKSC egyesületben, ahol nevelőedzői Barináné Ritt Gabriella és Barina József voltak. 1984-ben már az első versenyén aranyérmet szerzett saját korcsoportjában. 1993-ban kezdte el felkészülését a maratoni távra Jámbor Attilával együtt. 1994-ben már válogatottként indultak Szegeden az egyik maratoni Világ Kupán. 1995-ben szintén válogatottként kijutottak a spanyolországi Világ Kupára, ahol 10.-ek lettek. 1996-ban megszerezték első magyar bajnoki címüket és ezzel kijutottak Waxholmba a világbajnokságra, ahol egy 10. hellyel mutatkoztak be. Az 1997-es dániai világkupán 6. helyet szereztek, majd Brazíliában részt vehettek a World Natural Games-en, ahol 5.-ek lettek. Ebben az évben államvizsgázott a Budapesti Műszaki Egyetemen, ahol energetikai mérnök diplomát szerzett. 1998-ban a dél-afrikai Fokvárosban megnyerték a világbajnokságot, a magyar férfi kajak párosok történetében először. 1999-ben Győrben hatalmas küzdelemben megvédték világbajnoki címüket. 2000-ben a kanadai Dartmouth-ban 4.-ek lettek. 
A 2001-es angliai világbajnokságra ugyan kijutottak az első válogató verseny megnyerésével, de a második válogatón már Bauer Gyulával indult. A világbajnokságra ugyan nem sikerült kijutniuk, de meghívást kaptak egy tengeri kajak versenyre Madeirára. A 'Volta á Madeira' versenynek 5 éven át voltak meghívottjai és háromszor diadalmaskodtak. 2002-ben Bauer Gyulával kijutott a spanyolországi Zamorában megrendezett világbajnokságra, ahol 4. helyet szereztek. 2003-ban már Szigeti Krisztiánnal párban 5.-ek lettek a Valladolid-i világbajnokságon. 2004-ben a norvégiai Bergenben rendezett világbajnokságon újra dobogóra állhatott, 3.-ak lettek. 2005-ben a csehországi Tyn-ben rendezett Európa-bajnokságon 3.-ak lettek, majd az ausztráliai Perth-ben megrendezett világbajnokságon 2.-ak lettek. 2006-ban Szigeti Krisztiánnal kijutottak a Trémolat-i világbajnokságra, de a verseny előtt 2 héttel egy motorbalesetben megsérült a bokája és nem tudott részt venni a világbajnokságon. 2007-ben Dubajban elindulhatott egy meghívásos szörfkajak versenyen. 2007 után már nem sikerült világbajnokságon indulnia. 2011-től már csak külföldi meghívásos versenyeken vesz részt.

## Díjai, elismerései
- Az év maratoni kajakosa  (1998, 1999)
- Tolna város díszpolgára (1999)